# Антропов, Алексей Иванович
Алексей Иванович Антропов (29 сентября 1924, Бухолово, Волоколамский уезд, Московская губерния, РСФСР, СССР — 19 февраля 1996, Воскресенск, Московская область) — советский передовик производства, старший аппаратчик Воскресенского химического комбината имени В. В. Куйбышева Министерства химической промышленности СССР. участник Великой Отечественной войны. Герой Социалистического Труда (1966).

## Биография
Родился 29 сентября 1924 года в Московской области в крестьянской семье.
С 1941 года призван в ряды Красной армии, участник Великой Отечественной войны в составе разведывательной роты 435-го стрелкового полка 208-й стрелковой дивизии 43-й армии, участник обороны Москвы и Смоленска, дивизия в составе которой он находился освобождала Гжатск, Вязьму, Ельню, Латвию, Литву и Восточную Пруссию. Был участником Парада Победы в 1945 году. За участие в войне и проявленные при этом героизм и стойкость был награждён двумя Орденами Отечественной войны 2-й степени, Орденом Красной Звезды, Орденом Славы 3-й степени, двумя Медалями «За отвагу» и Медалью «За боевые заслуги».
С 1948 года после демобилизации из рядов Советской армии, переехал жить в город Воскресенск Московской области и начал работать рабочим, позже был назначен варщиком-аппаратчиком и старшим аппаратчиком цеха суперфосфата на Воскресенском химическом комбинате имени В. В. Куйбышева Министерства химической промышленности СССР, А. И. Антропов постоянно занимался совершенствованием технологического процесса и увеличения производственных объёмов выпускаемой продукции, ежемесячная норма варки главной продукции цеха — суперфосфата, выполнялась А. И. Антроповым на 104—105 % и не смотря на большие объёмы продукция была высшего качества.
28 мая 1966 года Указом Президиума Верховного Совета СССР «за выдающиеся успехи, достигнутые в развитии химического производства и выполнении взятых на себя социалистических обязательств» Алексей Иванович Антропов был удостоен звания Героя Социалистического Труда с вручением Ордена Ленина и золотой медали «Серп и Молот».
После выхода на заслуженный отдых жил в городе Воскресенске Московской области.

## Награды
- Медаль «Серп и Молот» (28.05.1966)
- Орден Ленина (23.06.1966)
- Два Ордена Отечественной войны II степени (02.06.1945 и 06.04.1985[4])
- Орден Красной Звезды (06.03.1945)
- Орден Славы III степени (15.02.1945)
- Две Медали «За отвагу» (11.11.1944, 26.04.1945)
- Медаль «За боевые заслуги» (08.09.1943)

## Память
- Бюст Героя Социалистического Труда Алексея Ивановича Антропова был установлен на Аллее Славы в городе Воскресенске Московской области[5].